# 道の大本
道の大本（みちのおおもと）とは、1905年（明治38年）1月から5月にかけて、出口王仁三郎（当時は上田王仁三郎） によって執筆された文書である。
皇道大本機関紙、『神霊界』においても掲載されている。
道の大本には、大本の歴史上、教祖である出口なおに対して、山口あかといって痛烈に批判する内容のものがある。その批判は非常に苛烈であり、歌集百千鳥に代表されるようにその語調に妥協はみられない。

## 道の大本 第八巻 第三章
（みいづ舎 2006年、227〜230頁）
1. 丹波の国のある所に曲津神の集まる巣窟ありて、数多の悪魔現われ、似せ救い主を現らして世界を乱し破らんとす。王仁、天津神のみこともて、この曲津神を国家のために打ち滅ぼさんと、日夜に心を砕きたり。
2. 曲津日の神は常識を欠きたる頑迷固陋のしかも、朴直なる婦人の心に潜み、常に偽善をもって人をたぶらかすをもって、唯一の方法手段となしつつあり。
3. その婦人は年老いたる者にして、ことの理非曲直を深く考へ察するの明なければ、自ら妖神の言を固信し、世人みな濁れり。吾一人清めりとなして、偽救世の説をとなうるなり。
4. その説一として国家社会に害毒を流さざるはなし。曰く財産家は天の罪人なり。曰く漢字は国害なり。商工業は小にせよ、外国人を排斥せよ。服は和服にせよ。洋服は神意に反す。種痘は汚濁なり。神慮に叶わず、桑を作るな、蚕を飼ふな云々、一として生成化育の神意に反せざるはなし。これ妖魅の言辞にして、社会の破滅を好むものたること言をまたずして明なるところなりとす。
5. 曲津神は老いたる婦人の口を借り、手を借りて、世の中の多くの人を欺かんとするなり。
6. 曲津の曰く。三千世界を一つに丸めて神国にするぞよ。戦いがあるぞよ、東京へつめかけるぞよ、外国は地震、雷、火の雨降らして人を絶やして神国に致すぞよ、世界の人民三分になるぞよ、この神にすがらぬものは谷底へほかして見せしめにするぞよ、神には勝てぬ往生いたされよ、早よ改心いたした者は早く助けてやるぞよなどと毒舌をふるうて、人を迷わせんとはするなり。
7. 王仁その曲津を正さんと思いて浄心の本たる霊学をもつてこれに対するや、かれ曲津神、大いに恐れ忌みて、またもや口と筆をもて王仁を傷つけんとはせり。
8. 曲津神に心の根城を奪われて、山口あかいへる女、曲津狂祖となり、たかむらたかぞう、たかす迷ぞうなどその手足となりて、この豊葦原の御国を汚し破らんとつとむ。
9. されどもはや瑞の霊の大神の宮居たる審神者の王仁、ここにいよいよ正義の矛を取りて現はれ来たれば、いかでかかる曲津神をこの世にはびこらせおかんや。
10. 即ちここに直霊の霊の剣もて点の八重雲を吹き払い、日月の光ここに現われたれば、今や曲津は苦しみ悶えつつあるなり。

この道の大本は明治後期、大本の役員信者たちの手によって焚書処分にされた567冊ある出口王仁三郎の著作の内、難を逃れて現代に残された書物である。大本研鑽資料としては重要な位置付けをする文書とされる。

## 霊界物語とは違う語調
出口王仁三郎が出口姓を名乗る前に執筆された文書群、つまりは『道の大本』『霊の礎』『筆のしづく』『道の栞』『本教創世記』を含めた、五六七冊の文書は、1921年（大正10年）に執筆された出口王仁三郎最大の著書、霊界物語の語調とはかなり違いがあり、当時出口王仁三郎の姓は出口の姓を名乗ることは許されず、上田王仁三郎であった。
出口家への婿養子となる前と後での語調が変化しているとされる点は大本の教学研鑽上においては注目すべきことで、彼の赤裸々の想いが吐露されている文献は実は五六七冊の文献だったのではないかという見解もある。